# Église épiscopalienne Saint-Uriel-Archange
L’église épiscopalienne Saint-Uriel-Archange est une église épiscopalienne située au 219 Philadelphia Boulevard à Sea Girt, aux États-Unis. Cette église anglicane est adepte de l’anglo-catholicisme, qui est semblable à la Haute Église,.
C’est l’une des trois églises aux États-Unis dédiées à Saint Uriel Archange, les autres sont l’église orthodoxe tewahedo érythréenne Saint-Uriel-Archange à Elmwood Place, Ohio, et l’église presbytérienne d’Uriel à Chester, Caroline du Sud.